# مطار أتيراو
مطار أتيراو الدولي ((بالقازاقية: Атырау халықаралық әуежайы), (الروسية: Международный аэропорт Атырау)) (إياتا: GUW، إيكاو: UATG) هو مطار دولي يقع على بعد 8 كـم (5.0 ميل) شمال غرب مدينة أتيراو في كازخستان.
يعتبر خامس مطار دولي في كازخستان والمطار الوحيد الذي يخدم مقاطغة أتيراو. وأهميته أنه يقع ويخدم مناطق منخفض القزوين الغنية بالنفط ومحطات التكرير. ويغتبر أخفض مطار في العالم إ٫ يقع على مستوى 22 مترا تحت سطح البحر.

## الخطوط المشغلة
| شركـات طيـران     | الوجهات |
| ----------------- | --- |
| إيروفلوت          | مطار شيريميتييفو الدولي |
| طيران أستانا      | مطار ألماتي الدولي، مطار سخيبول أمستردام، مطار آستانا الدولي، مطار إسطنبول الدولي                                                                     |
| FlyArystan        | Aktau، Aktobe، مطار ألماتي الدولي، مطار آستانا الدولي، Karagandy، مطار كوستاناي، Kutaisi، Kyzylorda، Oral، Shymkent موسمي عارض: مطار شرم الشيخ الدولي |
| Qazaq Air         | Aktau، Aktobe، Oral |
| روسيه (خطوط جوية) | مطار سوتشي الدولي |
| SCAT Airlines     | Aktau، مطار آستانا الدولي، مطار رأس الخيمة الدولي، مطار حضرة السلطان الدولي                                                                           |